# حمام نوغة بادرود
حمام نوغة بادرود (بالفارسية: حمام نوغه بادرود) هو حمام تاريخي يعود إلى السلالة الصفوية، ويقع في بادرود.